# Здолбунівські Орли
Zdolbuniv Eagles — це спортивний клуб з міста Здолбунів, який спеціалізується на американському футболі та флаг-футболі.

## Історія команди
Перший збір команди відбувся 30 жовтня 2014 року. Саме тоді команда почала готуватися до участі в кубку юніорів, де головними противниками стали команди Рівного та Луцька. Тоді ж почали набирати гравців. Протягом підготовки до перших змагань тренування пройшли понад 25 хлопців, проте залишилася лише десятка найстійкіших. Вони і виступили 26 квітня 2015 року у складі команди. 
Того дня «Орли» програли дві гри Кубку. Луцьким «Бізонам» поступилися з рахунком 26:8, а рівненським «Монархам» – 32:22. Проте здолбунівські гравці продовжили розвиватись, набиратись досвіду і вже під час наступного розіграшу кубка здобули першу перемогу у грі луцькими «Бізонам». Рахунок – 12:6. 
У 2016 році команда взяла участь у чемпіонаті Ліги американського футболу України (ULAF). Це були перші серйозні змагання молодої команди, на той момент середній вік гравців становив 18 років.  Але, на жаль, груповий етап команда завершила на останньому місці з однією перемогою. Тоді керівництво команди вирішило, окрім старшої команди, формувати команди юніорів. 
Вже в 2017 році з’являються вікові групи Ю17 та Ю15. У тому ж році в Білій Церкві молода команда виборює кубок УЛАФ серед юнаків віком до 17 років. Успішно виступила і молодша вікова група  Ю15. Хлопці взяли участь у чемпіонаті ДЮЛАФ та здобули там золоті медалі. У 2018 році двоє гравців юнацької команди, Сліпенко Роман та Гаваль Денис, пройшли відбір до національної збірної та взяли участь в міжнародному турнірі «Dacia Vikings International Youth Tournament». У тому ж році доросла команда була заявлена на участь у Першій Лізі УЛАФ, за результатом якої здобула друге місце. Поступилися тоді «Титанам» з Кам’янця-Подільського.

## Сьогодення
Клуб "Орли" активно розвивається та проводить безліч заходів, спрямованих на підтримку і розвиток молоді. Ми пишаємося тим, що регулярно організовуємо тренування у 4 вікових категоріях,забезпечуючи всім дітям і молоді можливість займатися улюбленим видом спорту.
Вікові категорії:
- U11- діти віком 10-11 років.
- U13- юні спортсмени та спортсменки 12-13 років.
- U15- юнаки та юначки 14-15 років.
- U17- юнаки 16-17 років.

Звісно, у клубі також діє доросла команда, яка гідно представляє себе на змаганнях і слугує прикладом для молодших гравців.
"Здолбунівські Орли" - у складі національних збірних України!
У 2023 році до складу національної збірної України були запрошені двоє гравців категорії U17, а також один представник дорослої команди. У 2024 році ми досягли ще більше успіх - одразу 9 гравців та гравчинь категорії U15 були викликані до юнацької збірної України. Це є свідченням якості тренувального процесу , досвідченості головного тренера Тимофія Тишкуна та наполегливості спортсменів, які мають справжній потенціал для гри на найвищому рівні.
Шкільна ліга з флаг-футболу - розширює горизонти!
Клуб "Здолбунівські Орли" вже третій рік поспіль успішно проводить шкільну лігу з флаг-футболу, яка об'єднує школярів, дарує яскраві емоції та популяризує спорт серед молоді. Із кожним роком Ліга зростає - і у 2025 році вона вийшла за межі Здолбунова, запустившись також у місті Вараш. Це важливий крок у розвитку спорту у нашому регіоні, який відкриває нові можливості для дітей з різних міст. 
Слова вдячності лідеру клубу
Особлива подяка Тимофію Тишкуну. Усі ці досягнення були б неможливими без професійного підходу, відданості справі та щирого серця нашого тренера. Саме завдяки його щоденній праці,мотивації та вірі в кожного гравця, "Здолбунівські Орли" зростають і досягають нових висот. Тимофій Тишкун- не просто тренер, він наставник, справжній приклад не лише у спорті,а й у житті, а також джерело натхнення для всієї команди. Результатом його наполегливості  наші гравці ростуть не лише як спортсмени, а й як особистості.  Тимофій - лідер, якому довіряють; тренер, якого поважають; людина, яку цінують!